# Polyommatus buzulmavi
 (mars 2019).
Azuré du Buzul
Espèce
L’Azuré du Buzul (Polyommatus buzulmavi) est une espèce de lépidoptères (papillons) de la famille des Lycaenidae, originaire de Turquie.

## Systématique
L'espèce Polyommatus buzulmavi a été décrite par l'entomologiste français Frédéric Carbonell en 1992.
Il a décrit par la même occasion une sous-espèce nommée Polyommatus buzulmavi narlica, qui a été mise en synonymie avec P. buzulmavi par Hesselbarth et al. en 1995.

## Description
C'est l'un des plus grands Polyommatus paléarctiques, avec une LAA (longueur de l'aile antérieure) variant de 18,3 à 21 mm.
L'habitus rappelle Polyommatus icarus, mais sa longueur alaire est très supérieure. Au recto, le fond des ailes est d'un bleu-violet clair brillant où les nervures plus lumineuses contrastent, et au verso des ailes postérieures, les chevrons submarginaux nettement plus aigus bordent des lunules orangées réduites. De plus, les pièces génitales (taille et forme apicale des valves) et le nombre d'articles antennaires (35–37 versus 31–34 pour P. icarus) sont bien discriminants. Enfin, le caryotype, n = 45, est très différent de celui de P. icarus (n = 23).
La population qui avait été décrite en tant que sous-espèce narlica Carbonell, 1992, des environs immédiats de Van, est moins tranchée par rapport à P. icarus, et par conséquent moins facile à identifier. Elle s'en distingue par la forme nettement plus aiguë des chevrons submarginaux au verso des ailes postérieures, les lunules orangées submarginales bien développées au verso des ailes antérieures, l'envergure alaire supérieure (LAA de 18,2 à 19,7 mm), le nombre d'articles antennaires plus élevé et les pièces génitales. Son caryotype est indéterminé.

## Biologie
Il vole en une génération de mi-juin à début juillet.
Ses plantes hôtes sont très probablement des légumineuses.

## Distribution et biotopes
Il est présent en Turquie orientale (provinces de Van et Hakkâri). Sa présence en Iran et en Irak est très probable[réf. souhaitée].
Son habitat est constitué de prairies fleuries en bordure de torrent vers 1 400–2 200 mètres.

## Conservation
Il est inscrit en SPEC 4a (non traité en Europe) sur le red data book.